# Joseph Rémy
Joseph Rémy (ur. 23 września 1906. zm. ?) – belgijski bokser.
Rémy brał udział na Igrzyskach Olimpijskich w 1924 roku, uczestniczył w zawodach kategorii półśredniej. W pierwszej rundzie zawodów przegrał z Royen Ingramem.